# Academi

Constellis

Academi

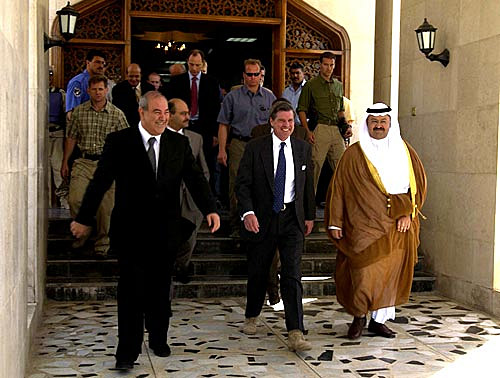
Ochranka Blackwater v Iráku

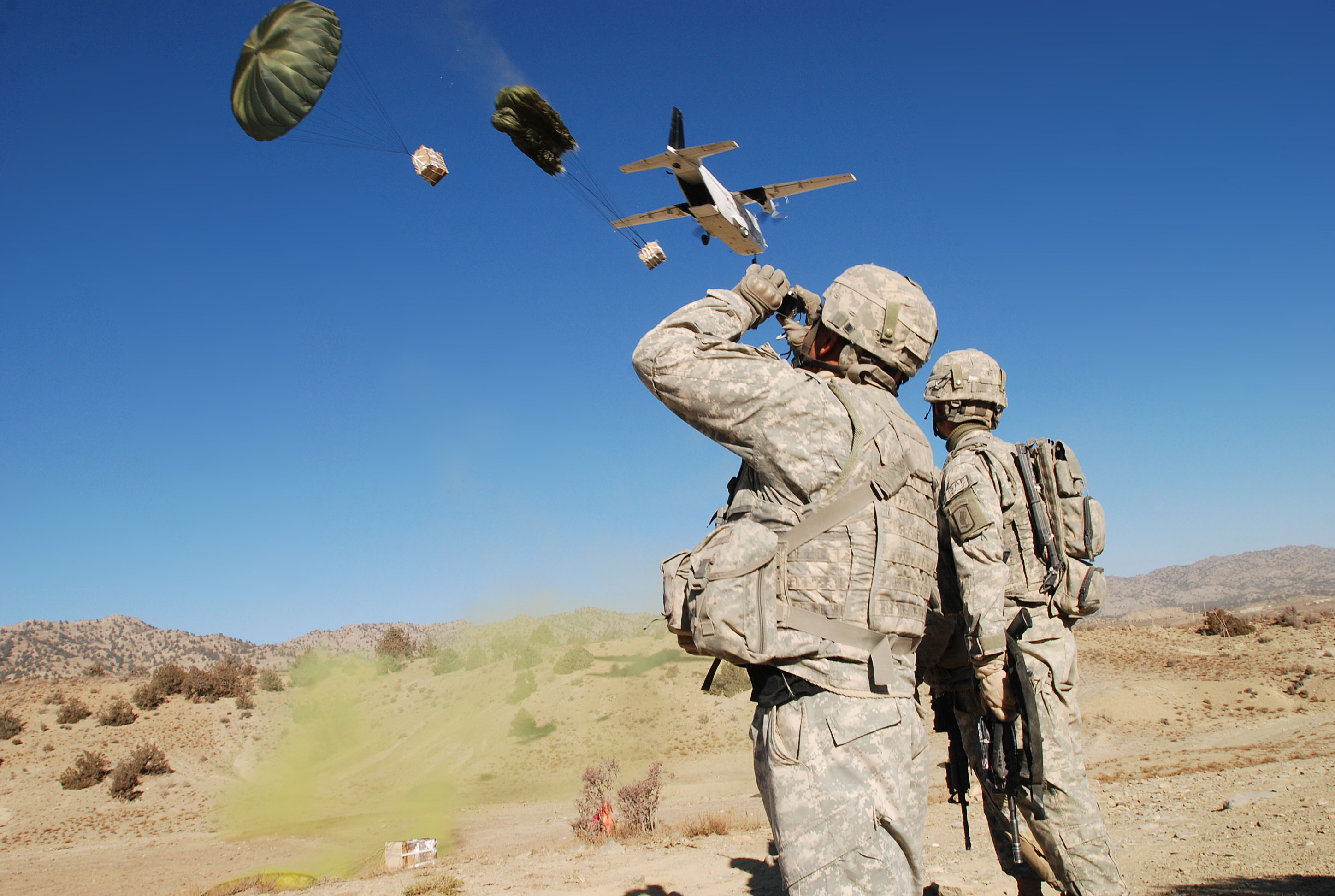
Letadlo Blackwater v Afghánistánu

Academi, dříve mezi roky 2009–2010 Xe Services, původně Blackwater, je název americké soukromé vojenské společnosti, kterou založil v roce 1997 bývalý důstojník Navy SEAL Erik Prince. Společnost se stala známá v roce 2007, kdy skupina jejích zaměstnanců zabila 14 iráckých civilistů a 20 zranila na náměstí Nisour v Bagdádu. Od roku 2014 patří Academi pod mateřskou společnost Constellis Holdings spolu se soukromou vojenskou společností Triple Canopy, Inc. Známé je i působení společnosti na Ukrajině.
Academi poskytuje bezpečnostní služby federální vládě Spojených států na smluvním základě. Od roku 2003 poskytuje skupina služby Ústřední zpravodajské službě (CIA). Mezi prominentními zákazníky Academi jsou také ropné monarchie a spojenci USA jako Saúdská Arábie a Spojené arabské emiráty – pod jejichž záštitou zasahují jednotky Academi ve válečných zónách např. v občanské válce v Libyi a intervenci v Jemenu.